# IC 3735
IC 3735 ist eine elliptische Galaxie vom Hubble-Typ E-S0 im Sternbild Jagdhunde am Nordsternhimmel. Sie ist schätzungsweise 80 Millionen Lichtjahre von der Milchstraße entfernt.
Das Objekt wurde am 20. November 1900 von Arnold Schwassmann entdeckt.